# Кіцул Юрій Васильович
Юрій Васильович  Кіцул (нар. 29 серпня 1959, с. Русів Снятинського району Івано-Франківської області)  — український військовик, генерал-майор, начальник Управління Служби безпеки України в Чернівецькій області у 2014-2015 роках.

## Життєпис
народився 29 серпня 1969 року в с. Русів Снятинського району Івано-Франківської області. Одружений, виховує сина та доньку.
У 1981 році закінчив Чернівецький національний державний університет за фахом юриста.
Службову діяльність в органах безпеки розпочав у 1984 році.
У 1996 році закінчив Національну академію СБ України.
Заслужений юрист України. У 2003 р. отримав звання генерал-майора 
У 2003-2005 роках був начальником Управління Служби безпеки України в Чернівецькій області.
У 2005-2009 роках займав посаду заступника Голови Державної служби спеціального зв'язку та захисту інформації України.
У 2009-2010 роках (вдруге) був начальником Управління Служби безпеки України в Чернівецькій області.
У 2010-2012 роках був начальником Управління Управління Служби безпеки України у Львівській області.
Надавав активне сприяння для українських патріотів Євромайдану у 2013-2014 роках, через що не був люстрований новою владою, а навпаки, отримав кар'єрне підвищення. З березня 2014 року по 24 квітня 2014 року (втретє) займав посаду начальника Управління Служби безпеки України в Чернівецькій області,  звільнений указом Турчинова, з того часу до 2015 року був виконуючим обов'язки начальника.

## Військові звання
- полковник
- генерал-майор

Одружений, має сина.

## Зовнішні посилання
- Указ Президента України №245/2017 «Про присвоєння військових звань» [Архівовано 2 жовтня 2017 у Wayback Machine.]